# White Rabbits
Pour les articles homonymes, voir White Rabbit.
The White Rabbits est un groupe de rock américain formé de six personnes.
Leur premier album fut disponible dans les bacs en 2007.